# Aleksandr Gorbatikov
Aleksandr Valerjevitj Gorbatikov (ryska: Александр Валерьевич Горбатиков), född 4 juni 1982 i Volgograd, är en rysk tidigare handbollsspelare (mittnia).
Han tog OS-brons i herrarnas turnering i samband med de olympiska handbollstävlingarna 2004 i Aten.